# Der Nordstern (Zeitung)
Der Nordstern war eine frühe Zeitung der deutschen Arbeiterbewegung. Sie erschien von 1860 bis 1866.

## Geschichte
Seit dem 1. Januar 1860 erschien in Hamburg die Zeitschrift Ipecacuanha, die ab der fünften Ausgabe in Anlehnung an die chartistische Zeitung Northern Star den Namen Nordstern erhielt. Getragen wurde die Zeitung von einer oppositionellen Gruppe im Hamburger Arbeiterbildungsverein. Dieser war nach 1848/49 wieder stärker unter die Kontrolle des gemäßigt liberalen Besitz- und Bildungsbürgertums geraten. Gegen die Entpolitisierung des Vereins wandte sich seit Ende der 1850er Jahre eine innere Opposition. Darunter waren auch frühere Anhänger des Bundes der Kommunisten.
Das Blatt war anfangs demokratisch orientiert, ließ eine gewisse Sozialkritik anklingen und knüpfte teilweise an die genossenschaftlichen Vorstellungen von Hermann Schulze-Delitzsch an. Mit Blick auf die deutsche Frage setzte die Zeitung auf eine Lösung von unten und nicht auf die Regierungen. Zu Beginn der 1860er Jahre wirkte das Blatt an der Entstehung eines demokratischen Vereins in Hamburg mit. Im Jahr 1862 begannen sich die Arbeiter in Hamburg von den bürgerlichen Demokraten zu lösen. Anfang 1863 kam es zur Spaltung und es begann sich in der Folge eine Gemeinde des ADAV zu bilden.
Die Zeitung führte verschiedene Untertitel. Seit der Nummer 198 vom 7. Februar 1863 „Organ für Arbeit und Arbeiter“, seit Nummer 1202 von 7. März 1863 „Organ für das deutsche Volk“; seit Nummer 303 vom 1. April 1865 „Organ der social-demokratischen Partei – allgemeines Arbeiterblatt“ und seit Nummer 322 vom 9. September an „Organ der social-demokratischen Partei und des Allgemeinen Deutschen Arbeitervereins“. Offizielles Vereinsorgan war der Nordstern indes nicht.
Die redaktionelle Leitung hatte anfangs Wilhelm Redicker. Seit 1863 leitete Karl von Bruhn das Blatt. August Perl war vom 2. Januar 1864 bis 7. April 1865 verantwortlicher Verleger, ihm folgten H. Levien und Ed. Hansen. Gedruckt wurde das Blatt bei J. E. M. Köhler. Zu den Mitarbeitern gehörten: August Perl, Otto Dammer, Heinrich Oberwinder, Wilhelm Liebknecht, Ferdinand Lassalle und Johann Philipp Becker vom ADAV. Hinzu kamen Beiträgen nicht zur Partei gehörender Demokraten wie Karl Blind, Karl Heinzen oder Wilhelm Rüstow.
Als Karl Blind Karl Marx Ende 1864 nochmals wegen der Affaire um Carl Vogt, die Marx mit seinem Buch Herr Vogt beschrieben hatte, angriff, schrieb Marx „An den Beobachter in Stuttgart“. Diesen Brief veröffentlichte der Nordstern in seiner Nummer 287 am 10. Dezember 1864 mit dem Kommentar: „Dieser Aufsatz ist uns durch eine zweite Hand zugegangen und nur wegen besonderer Berücksichtigung derselben, findet jener eine Aufnahme in ‚Nordstern‘“.
Die Zeitung erschien einmal wöchentlich. Von Ende September 1865 bis 6. Januar 1866 ist die Zeitung nicht erschienen. Die Auflage war gering. Die Höchstzahl der gedruckten Exemplare lag bei 400. Um die Zeitung überhaupt weiterführen zu können, hat Ferdinand Lassalle 1863 100 Taler zur Verfügung gestellt. Nachdem die Zahl der verkauften Zeitungen erneut zurückgegangen war, musste die Zeitung 1864 vorübergehend eingestellt werden. Der Vorstand des ADAV unterstützte das Blatt nicht mehr. Entgegen den Vereinsstatuten hat die Hamburger Gemeinde des ADAV den Nordstern so weit mit Mitteln versehen, dass er weiter erscheinen konnte. Die schlechte Lage scheint auch mit der mangelhaften Leitung des Blattes zu tun gehabt haben. Entsprechend beklagten sich Otto Dammer, Theodor Yorck und andere.
Im Jahr 1865 positionierte sich das Blatt als Organ der innerparteilichen Gegner des ADAV-Präsidenten Bernhard Becker. Statt der Diktatur eines Einzelnen setzte es auf eine Parteileitung durch drei Personen. Damit konnte sich Bruhn nicht durchsetzen. In der Folge spielten er und der Nordstern keine Rolle im ADAV mehr. Gegen die Konkurrenz des Social-Demokrat konnte die Zeitung im Übrigen nicht bestehen und ging 1866 ein.